# Bengal

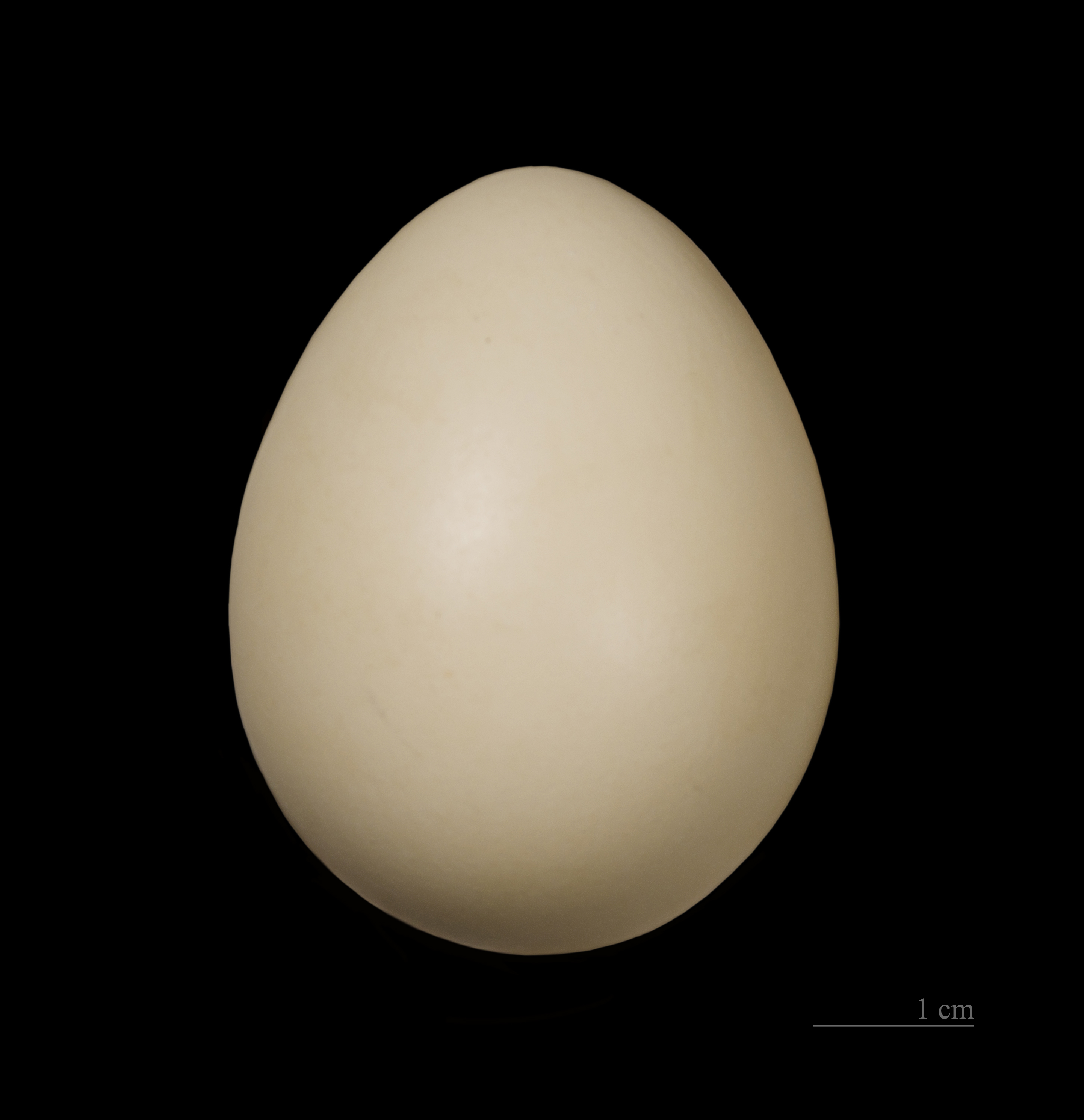
Gallus sonneratii

O bengal ou galinha-parda-da-ásia (Gallus sonneratii) é nativo do oeste da Índia. Habita florestas e bosques de bambu desse país.

## Descrição
É uma ave com instinto selvagem muito forte. É uma ave monogâmica. O tempo de incubação de ovos é de 21 dias , durante esse intervalo de tempo, o macho fica muito nervoso, sendo que qualquer perturbação fará com que force a fêmea a abandonar o ninho. A alimentação destas aves é composta de frutas, sementes, verduras e insetos. Apesar de selvagem, o bengal é uma ave social; manter outras galinhas por perto faz com que eles se acalmem e facilita o convívio em cativeiro. O bengal vive bem em clima quente, caso seja levado para viver em clima frio, aquecimento artificial se faz necessário. Essa ave hibridiza com outras galinhas domésticas. O macho mede aproximadamente 75 cm e a fêmea 38 cm.
É também conhecido como Galo de Sonnerat (Sunnerat's Junglefowl). Esse nome é uma homenagem ao cientista francês Pierre Sonnerat.